# Lorenzo Rico

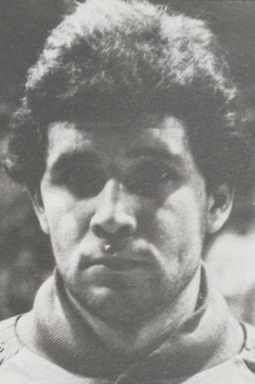
Lorenzo Rico (1986)

Lorenzo Rico Díaz (* 17. Januar 1962 in Colmenar Viejo) ist ein ehemaliger spanischer Handballtorwart.

## Karriere
Der 1,85 m große und zu seiner aktiven Zeit 86 kg schwere Lorenzo Rico spielte von 1976 bis 1987 für BM Atlético Madrid, mit dem er je fünfmal die spanische Meisterschaft und die Copa del Rey de Balonmano sowie einmal den spanischen Supercup gewann. Von 1987 bis zu seinem Karriereende 1995 lief er für den FC Barcelona auf. Mit Barca fügte er seiner Titelsammlung weitere fünf Meistertitel, vier Copa del Rey, eine Copa ASOBAL und fünf Supercups hinzu. Zusätzlich gewann er den Europapokal der Landesmeister 1990/91 sowie den Europapokal der Pokalsieger 1993/94 und 1994/1995.
Mit der spanischen Nationalmannschaft nahm Lorenzo Rico an den Olympischen Spielen 1984, 1988 und 1992 teil. Von 1995 bis 2007 war Lorenzo Rico mit 245 Länderspielen Rekordnationalspieler Spaniens, ehe David Barrufet, einstmals Torwartkollege in Barcelona, ihn überholte.

## Sonstiges
Lorenzo Rico arbeitet im Familienbetrieb gemeinsam mit seinen Brüdern. Sein Sohn ist ebenfalls Handballtorwart.

## Erfolge
- Spanischer Meister 1979, 1981, 1983, 1984, 1985, 1988, 1989, 1990, 1991 und 1992
- Copa del Rey de Balonmano 1978, 1979, 1981, 1982, 1987, 1988, 1990, 1993 und 1994
- Copa ASOBAL 1995
- Supercopa de España 1986, 1989, 1990, 1991, 1992 und 1994
- Europapokal der Landesmeister 1991
- Europapokal der Pokalsieger 1994 und 1995
- Katalanischer Meister 1988, 1991, 1992, 1993, 1994 und 1995
- Olympische Spiele: 8. Platz 1984, 9. Platz 1988 und 5. Platz 1992